# Тверская летопись
Тверская летопись (Тверской сборник) — русская летопись XVI века, включающая значительные фрагменты тверского летописания конца XIII — конца XV веков.

## Текстология и содержание

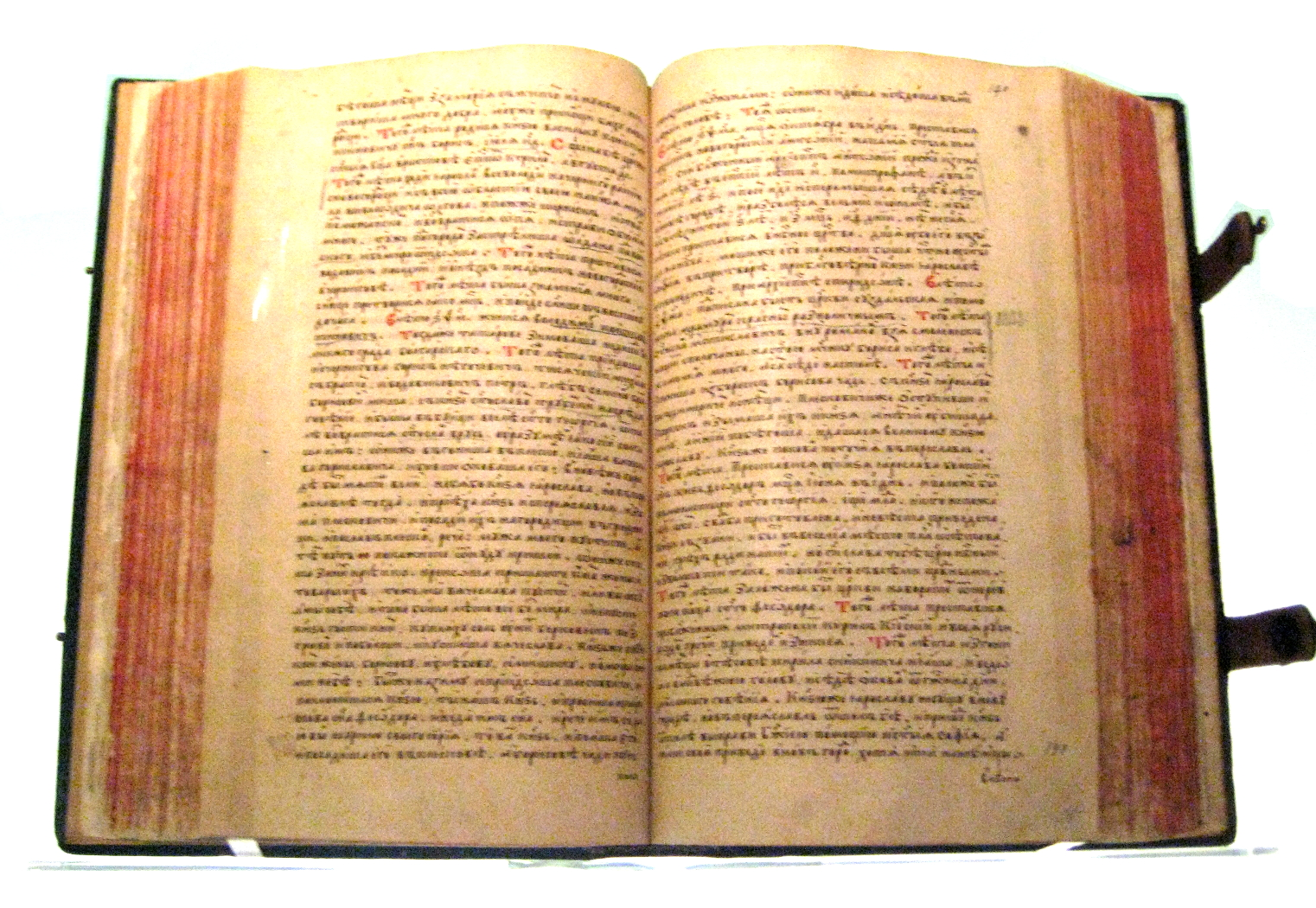
Тверская летопись, XVI–XVII века (ГИМ)

Известна в трёх западнорусских списках XVII века: Погодинский, Забелинский и Толстовский. Под 6496 и 6527 годами Тверской сборник содержит заметки, согласно которым его составитель был ростовцем и работал в 1534 году.
Первая часть памятника, до 6793 (1285) года, передаёт ростовский летописный свод, близкий к Ермолинской и Львовской летописям. В основном эта часть отражает традиции Новгородско-Софийского свода: содержит вступление к «Софийскому временнику», статью 6375 года о «тишине» и под 6384 годом известие о 24 годах Михайлова царства и окончании миротворного круга, но без статьи 6395 года, «вкупе же лета собираются». Под 6415 годом, при описании похода Олега на греков летопись упоминает, что греки для защиты Царьграда «замкнута Съсуд, сиречь пропяша чепь, протяженую от Галаты до Лахернския церкви и град затвориша». Это известие, имеющееся также в Львовской летописи, сходно с известием Ермолинской летописи и восходит к дополнительному по отношению к Московско-Софийскиому своду (дошедшему в Московском своде конца XV века и Ермолинской летописи) источнику Ермолинской летописи.
Тверской сборник содержит большое число мест из Новгородской первой летописи. Составитель использовал тверскую летопись конца XV века. Текст за 6793—6883 года (кроме раздела за 6849—6871 годов, имеющего ростовское происхождение), совпадает с текстом Рогожского летописца (до 6836 года полностью, затем частично). Текст за 6822—6848 годы близок также с тверским летописным фрагментом 6822—6852 годов, обнаруженным А. Н. Насоновым. По мнению Насонова, источником Тверского сборника и Рогожского летописца являлся тверской свод 1375 года, составление которого было прекращено в связи с неудачей тверского князя Михаила Александровича в борьбе за великокняжеский владимирский стол. Согласно Насонову, общим протографом Тверского сборника и Рогожского летописца была редакция 1455 года свода 1375 года, которая была создана в Твери под влиянием Новгородско-Софийского свода. По мнению Я. С. Лурье, влияние Новгородско-Софийского свода в совпадающем тексте Тверского сборника и Рогожского летописца не прослеживается. Этот текст, как считал Лурье, отражал влияние другого общерусского памятника — свода 1408 года, который читается в Троицкой летописи и в предшествовавшем ей общерусском своде конца XIV века. Из этого источника в протограф Тверского сборника и Рогожского летописца заимствованы известия о «тишине великой» при Иване Калите, благополучном возвращении из Орды московских князей, пожалованных «богом и царём», и др. Эти известия отсутствуют в тверском фрагменте 6822—6852 годов, который передаёт первоначальный текст тверского свода 1375 года, а Тверской сборник и Рогожский летописец отражают его редакцию начала XV века, подвергшуюся влиянию московского летописания.
В Погодинском и Забелинском списках после 1402 года имеется раздел, озаглавленный «Предисловие летописца княжения Тферскаго благоверных князей Тферских», в котором сказано, что прославляя тверского великого князя Михаила Александровича, составитель использует более раннюю летопись: «якоже Володимирский полихрон… яве указует и пречестнейша сего в князех являет, словуще имя Михаила Александровича». Лурье предполагал, что «Владимирский полихрон» является названием тверского свода 1375 года, составленного для поддержки прав Михаила Александровича на владимирский стол. Тверской сборник продолжил текст свода 1375 года тверскими известиями вплоть до 1486 года, когда Тверь была присоединена к Русскому государству. В двух известиях в этом отрезке текст Тверского сборника близок к тексту тверской редакции 1412 года общерусского свода начала XV века, читающейся в Рогожском летописце и Симеоновской летописи. В целом тверские известия за XV века фрагментарны и не отражают позиции тверских князей. Отрывок из тверской великокняжеской летописи, предположительно, читается в составе внелетописного памятника Похвального слова великому князю Борису Александровичу тверского инока Фомы. Лурье считал, что летописный свод, обычно именуемый Тверской летописью, был составлен в 1534 году в Ростове. По его мнению, начальная часть памятника никак не связана с Тверью.
Один из предшествующих Тверскому сборнику текстов содержал Русскую Правду Пространной редакции и Закон судный людем, которые переписчик (составитель Тверского сборника или одного из его источников) исключил: «Здѣ пишетъ судебникъ великаго князя Ярослава Владимерича, и потомъ его дѣтей: Изяслава, Святослава и Всеволода, и по нихь уставъ великого князя Владимира Всеволодича Манамаха, и потомъ царя Костантина великаго; язъ же сіе преминухъ, множества ради».

## Издание
- Полное собрание русских летописей. — Т. 15 : Летописный сборник, именуемый Тверской летописью / Под ред. А. Ф. Бычкова. — СПб. : Типография Леонида Демиса, 1863. — 504 с. (по списку РНБ, собр. Погодина, № 1414);
  - [Фототипическое воспроизведение]. М., 1965.